# Il ragazzo di campagna

Il ragazzo di campagna (Le Garçon de campagne) est un film italien de Franco Castellano et Giuseppe Moccia (Castellano e Pipolo), sorti en 1984.

## Synopsis
Artemio (Renato Pozzetto), agriculteur quadragénaire de Borgo Tre Case, un petit village près de Milan en a marre de sa vie à la campagne et décide de quitter sa famille et son village pour aller vivre à Milan. Il commence ainsi la recherche d'un appartement et d'un travail avec l'aide du cousin Severino Cicerchia nommé le pétoman (Massimo Boldi) qu'il découvre être un voleur. Cependant c'est grâce à lui qu'il rencontre Angela, femme dont il tombe vite amoureux. Angela, par contre, n'est pas prête à s'engager dans une relation sérieuse et préfère souvent s'amuser avec ses copains et ses copines. Déçu par ses recherches infructueuses d'un travail qui lui convient et par une femme qu'il aime et dont ne connaît pas les sentiments Artemio décide finalement de retourner à la campagne où il se fiance avec Maria Rosa, une fille simple qu'il connaît depuis toujours. Entre-temps Angela comprend qu'elle devrait se marier avec Artemio qui, par contre, ne changera plus d'avis.

## Autour du film
Angela est décrite comme une super fan de Michel Platini dont elle garde un poster dans son salon.

## Fiche technique
- Réalisation : Franco Castellano et Giuseppe Moccia (Castellano e Pipolo)
- Scénario : Franco Castellano et Giuseppe Moccia (Castellano e Pipolo)
- Production :
- Musique : Mariano Detto
- Photographie :
- Genre : Comédie
- Durée : 92 minutes
- Date de sortie :

## Distribution
- Renato Pozzetto : Artemio
- Massimo Boldi: Severino Cicerchia
- Donna Osterbuhr: Angela
- Enzo Garinei:
- Clara Colosimo: mère de Artemio
- Vincenzo De Toma: patient
- Renato D'Amore:
- Armando Celso: Erpidio
- Massimo Serato:
- Enzo Cannavale:
- Franco Diogene:
- Guido Spadea:
- Jimmy il Fenomeno